# Havaika albociliata
Havaika albociliata là một loài nhện trong họ Salticidae. Loài này được phát hiện ở Hawaii.